# Mustafa Ayyorkun
Mustafa Ayyorkun (7 januari 2004 – Tabriz, 3 juni 2025) was een Turks wielrenner.

## Carrière
Als junior werd Ayyorkun tweemaal nationaal kampioen op de weg. In 2022, zijn tweede jaar bij de junioren, werd hij geselecteerd voor deelname aan het Europese kampioenschap, waar hij de wegwedstrijd niet uitreed.
In 2023, als eerstejaars belofte, maakte Ayyorkun de overstap naar Spor Toto. Hij nam dat jaar deel aan onder meer de Ronde van Albanië en de Ronde van Istanbul. Eind mei 2025 nam hij deel aan de Ronde van Iran, waar hij in de tweede etappe op de zevende plek finishte. In de vijfde etappe kwam hij ten val, waarna hij met een gebroken nekwervel naar het ziekenhuis werd vervoerd. Daar overleed hij drie dagen later, op 21-jarige leeftijd, aan zijn verwondingen.

## Overwinningen
2021
 Turks kampioen op de weg, Junioren
2022
 Turks kampioen op de weg, Junioren

## Ploegen
- 2023 –  Spor Toto Cycling Team
- 2024 –  Spor Toto Cycling Team
- 2025 –  Spor Toto Cycling Team (tot 3 juni)